# سفارة فرنسا في بنما
سفارة فرنسا في بنما هي أرفع تمثيل دبلوماسي لدولة فرنسا لدى بنما. تقع السفارة في مدينة بنما وهي تهدف لتعزيز المصالح الفرنسية في بنما.

## وصلات خارجية
- الموقع الرسمي
- قائمة سفارات فرنسا
- قائمة السفارات في بنما